# Liste der Beiträge für den besten fremdsprachigen Film für die Oscarverleihung 2003
Dies ist eine „Liste der Beiträge für die für den besten fremdsprachigen Film“ bei der 75. Oscar-Verleihung 2003.
Von 1948 bis 1956 wurde dieser Oscar als Spezialpreis beziehungsweise Ehrenoscar verliehen, erst ab 1957 wurde der Preisträger durch die Mitglieder der Academy aus einer Auswahl von fünf nominierten Filmen analog zu den anderen Kategorien gewählt.
Der Oscar für den besten fremdsprachigen Film zeichnet seit seiner Entstehung keine bestimmte Person aus, sondern geht an den zu ehrenden Film. Der Regisseur gewinnt persönlich keinen Oscar, nimmt diesen aber stellvertretend während der Preisverleihung in Empfang, obwohl es sich um eine Auszeichnung für das einreichende Land handelt. Die Länder werden von der Akademie aufgefordert ihren besten Film einzureichen, wobei nur ein Film für jedes Land als Vorschlag akzeptiert wird.
Afghanistan, im Vorjahr von der Taliban Herrschaft befreit, schlug zum ersten Mal einen Film für den Wettbewerb vor. Der Vorschlag über einen afghanisch-stämmigen Amerikaner wurde hauptsächlich in Englisch gedreht und teilweise in Dari. Als der Film in Afghanistan vorgeführt wurde, war er komplett in Dari synchronisiert worden. Diese Version wurde bei der Oscar-Akademie eingereicht. Zuerst reklamierte die AMPAS, dass der Vorschlag nicht den Regeln entsprechen würde. Schließlich wurde der Film akzeptiert und in die Vorschlagsliste aufgenommen.
Hongkong wählte den Actionfilm The Touch als Vorschlag aus. Da die Dialoge des Films komplett auf Englisch waren und nicht in einer Fremdsprache, wurde der Film disqualifiziert.
Palästina versuchte den Film Göttliche Intervention – Eine Chronik von Liebe und Schmerz als Vorschlag einzureichen, was die Akademie zu einer Entscheidung darüber zwang, ob sie Palästina als vorschlagsberechtigtes Land akzeptieren würde. AMPAS stellte fest, dass Palästina kein eigenständiges Land sei und daher keinen Film einreichen könne. Ebenfalls wurde kritisiert, dass es kein „nationales Auswahlkomitee“ gegeben habe, das sich für „Divine Intervention“ entschieden hätte, wie es die Oscar-Regeln vorschreiben würden. Es war auch unklar, wie der Film in seinem Heimatland gemäß den Regeln veröffentlicht werden und aufgeführt würde, da Palästina keine international anerkannten Grenzen hatte. Diese Entscheidung stieß auf heftige Kritik, insbesondere da Länder wie Taiwan, Puerto Rico oder Hongkong, die von den Vereinten Nationen nicht als souverän anerkannt wurden, seit Jahren Filme erfolgreich eingereicht hatten. Die Akademie hob ihre Entscheidung im folgenden Jahr auf und erlaubte Divine Intervention, am Wettbewerb teilzunehmen.
Großbritannien schickte The Warrior ins Rennen, einen in Großbritannien produzierten Film, der in Indien spielt, vollständig auf Hindi gesprochen und von Asif Kapadia, einem britischen Regisseur indischer Abstammung, gedreht wurde. Die Akademie verlangte jedoch die Einreichung eines anderen Films, da die AMPAS-Regeln vorsahen, dass alle Filme in einer Sprache verfasst sein müssen, die im einreichenden Land heimisch ist. „The Warrior“ sei nicht akzeptabel, argumentierte AMPAS, weil Hindi keine im Vereinigten Königreich beheimatete Sprache sei und der Film weder von der britischen Bevölkerung handele noch unter ihr angesiedelt sei. Wäre der Film in der Hindi-sprachigen Gemeinschaft im Vereinigten Königreich gedreht worden, wäre er genehmigt worden. Die BAFTA appellierte an die Akademie, es sich noch einmal zu überlegen, jedoch ohne Erfolg. Der Film wurde im folgenden Jahr bei den BAFTA Awards als bester britischer Film ausgezeichnet. Großbritannien entschied sich schließlich für Eldra, einen Film auf Walisisch. Im Jahr 2006 änderte AMPAS die Regeln, um es Ländern zu ermöglichen, Filme auszuwählen, die nicht in der Sprache des einreichenden Landes verfasst waren. Kanada war das erste Land, das von dieser neuen Regelung profitierte, indem es Water einreichte, das ebenfalls auf Hindi verfasst war.
Der Vorschlag aus Brasilien City of God galt als einer der Favoriten, wurde aber nicht in der Kategorie als bester fremdsprachiger Film nominiert. Als der Film im folgenden Jahr in den USA aufgeführt wurde, errang er vier Nominierungen in den Kategorien Beste Regie, Bestes adaptiertes Drehbuch, Beste Kamera und Bester Schnitt, ging aber leer aus. Wäre der Film in diesem Jahr nominiert worden wäre er nicht für Auszeichnungen im darauffolgenden Jahr in Frage gekommen, da Filme nicht in zwei verschiedenen Zeremonien für den Oscar nominiert werden können.
Insgesamt 54 Filme wurden bei der Akademie eingereicht, was einen neuen Rekord darstellte.
Afghanistan, Bangladesch und der Tschad reichten zum ersten Mal eine Bewerbung für die Kategorie ein.
Die Filme aus der Volksrepublik China, Deutschland, Finnland, Mexiko und den Niederlanden wurden nominiert. Deutschland gewann den Preis für Nirgendwo in Afrika, der laut Filmdienst ein „einfühlsam inszenierter, ausgesprochen unterhaltsamer Film, profitiert von wohl temperierten Landschaftsaufnahmen, flotter Dramaturgie, einfühlsamer Musik und einer entschlossenen Kamera- und Schnittführung. Dank hervorragender Schauspieler beschreibt er die Jahre der Emigration anteilnehmend und ohne sentimentale Anklänge.“
An der Oscar-Verleihung konnte Caroline Link aufgrund einer Erkrankung ihrer Tochter nicht teilnehmen. 23 Jahre, nachdem der letzte deutsche Film als Bester fremdsprachiger Film mit dem Oscar bedacht worden war (Die Blechtrommel), gewann Nirgendwo in Afrika ebendiesen Preis.

## Beiträge
| Land                   | Deutscher oder internationaler Verleihtitel | Sprache(n)                                           | Originaltitel                                                     | Regisseur(e)                                       | Ergebnis        |
| ---------------------- | ------------------------------------------- | ---------------------------------------------------- | ----------------------------------------------------------------- | -------------------------------------------------- | --------------- |
| Afghanistan            | FireDancer                                  | Dari, Englisch                                       | FireDancer                                                        | Jawed Wassel                                       | Nicht Nominiert |
| Ägypten                | A Girl's Secret                             | Arabisch                                             | أسرار البنات / Asrar el-banaat                                    | Magdy Ahmed Aly                                    | Nicht Nominiert |
| Algerien               | Rachida                                     | Französisch, Algerisch-Arabisch                      | Rachida                                                           | Yamina Bachir Chouikh                              | Nicht Nominiert |
| Argentinien            | Kamschatka                                  | Spanisch                                             | Kamchatka                                                         | Marcelo Piñeyro                                    | Nicht Nominiert |
| Bangladesch            | The Clay Bird                               | Bengali                                              | মাটির ময়না - Matir Moina                                             | Tareque Masud                                      | Nicht Nominiert |
| Belgien                | Der Sohn                                    | Französisch                                          | Le fils                                                           | Jean-Pierre und Luc Dardenne                       | Nicht Nominiert |
| Brasilien              | City of God                                 | Brasilianisches Portugiesisch                        | Cidade de Deus                                                    | Fernando Meirelles und Kátia Lund (Co-Regisseurin) | Nicht Nominiert |
| Bulgarien              | Warming Up Yesterday's Lunch                | Bulgarisch                                           | Подгряване на вчерашния обед - Podgryavane na vcherashniya obed   | Kostadin Bonev                                     | Nicht Nominiert |
| Chile                  | Ogu and Mampato in Rapa Nui                 | Spanisch                                             | Ogú y Mampato en Rapa Nui                                         | Alejandro Rojas                                    | Nicht Nominiert |
| Volksrepublik China    | Hero                                        | Mandarin                                             | 英雄, Yīngxióng                                                   | Zhang Yimou                                        | Nominiert       |
| Dänemark               | Für immer und ewig                          | Dänisch                                              | Elsker dig for Evigt                                              | Susanne Bier                                       | Nicht Nominiert |
| Deutschland            | Nirgendwo in Afrika                         | Deutsch, Englisch, Swahili                           |                                                                   | Caroline Link                                      | Gewonnen        |
| Finnland               | Der Mann ohne Vergangenheit                 | Finnisch                                             | Mies vailla menneisyyttä                                          | Aki Kaurismäki                                     | Nominiert       |
| Frankreich             | 8 Frauen                                    | Französisch                                          | 8 femmes                                                          | François Ozon                                      | Nicht Nominiert |
| Griechenland           | The Only Journey of His Life                | Griechisch                                           | Το μόνον της ζωής του ταξείδιον / To monon tis zois tou taxeidion | Lakis Papastathis                                  | Nicht Nominiert |
| Vereinigtes Königreich | Eldra                                       | Walisisch                                            | Eldra                                                             | Timothy Lyn                                        | Nicht Nominiert |
| Hongkong               | The Touch                                   | Englisch, Mandarin                                   | 天脈傳奇 / Tian mai zhuan qi                                      | Peter Pau                                          | Disqualifiziert |
| Indien                 | Devdas – Flamme unserer Liebe               | Hindi                                                | देवदास / Devdas                                                     | Sanjay Leela Bhansali                              | Nicht Nominiert |
| Indonesien             | The Courtesan                               | Indonesisch                                          | Ca-bau-kan                                                        | Nia Dinata                                         | Nicht Nominiert |
| Iran                   | Taraneh, 15 Jahre alt                       | Persisch                                             | من ترانه ۱۵ سال دارم / Man, Taraneh, panzdah sal daram            | Rasul Sadr Ameli                                   | Nicht Nominiert |
| Israel                 | Broken Wings                                | Hebräisch                                            | כנפיים שבורות, Knafayim Shvurot                                   | Nir Bergman                                        | Nicht Nominiert |
| Island                 | Die kalte See                               | Isländisch, Norwegisch, Englisch                     | Hafið                                                             | Baltasar Kormákur                                  | Nicht Nominiert |
| Italien                | Roberto Benignis Pinocchio                  | Italienisch                                          | Pinocchio                                                         | Roberto Benigni                                    | Nicht Nominiert |
| Japan                  | Out                                         | Japanisch                                            |                                                                   | Hideyuki Hirayama                                  | Nicht Nominiert |
| Kanada                 | Soft Shell Man                              | Französisch                                          | Un crabe dans la tête                                             | André Turpin                                       | Nicht Nominiert |
| BR Jugoslawien         | Labyrinth                                   | Serbisch                                             | Lavirint                                                          | Miroslav Lekic                                     | Nicht Nominiert |
| Kolumbien              | The Invisible Children                      | Spanisch                                             | Los niños invisibles                                              | Lisandro Duque Naranjo                             | Nicht Nominiert |
| Kroatien               | Schöne tote Mädchen                         | Kroatisch                                            | Fine mrtve djevojke                                               | Dalibor Matanić                                    | Nicht Nominiert |
| Kuba                   | Nothing More                                | Spanisch                                             | Nada                                                              | Juan Carlos Cremata Malberti                       | Nicht Nominiert |
| Libanon                | When Maryam Spoke Out                       | Arabisch                                             | لمّا حكيت مريم, Lamma hikyit maryam                                | Assad Fouladkar                                    | Nicht Nominiert |
| Luxemburg              | Dead Man's Hand                             | Französisch                                          | Petites misères                                                   | Laurent Brandenbourger und Philippe Boon           | Nicht Nominiert |
| Mexiko                 | Die Versuchung des Padre Amaro              | Spanisch                                             | El crimen del padre Amaro                                         | Carlos Carrera                                     | Nominiert       |
| Niederlande            | Drei Furien & ein warmer Bruder             | Niederländisch, Englisch, Portugiesisch, Französisch | Zus & Zo                                                          | Paula van der Oest                                 | Nominiert       |
| Norwegen               | Hold My Heart                               | Norwegisch                                           | Tyven, tyven                                                      | Trygve Allister Diesen                             | Nicht Nominiert |
| Österreich             | Gebürtig                                    | Deutsch                                              |                                                                   | Robert Schindel und Lukas Stepanik                 | Nicht Nominiert |
| Philippinen            | Small Voices                                | Tagalog, Englisch                                    | Mga munting tinig                                                 | Gil Portes                                         | Nicht Nominiert |
| Polen                  | Edi                                         | Polnisch                                             | Edi                                                               | Piotr Trzaskalski                                  | Nicht Nominiert |
| Portugal               | O Delfim                                    | Portugiesisch                                        | O Delfim                                                          | Fernando Lopes                                     | Nicht Nominiert |
| Rumänien               | Philanthropy                                | Rumänisch                                            | Filantropica                                                      | Nae Caranfil                                       | Nicht Nominiert |
| Russland               | Das Irrenhaus                               | Russisch, Tschetschenisch                            | Дом дураков / Dom durakov                                         | Andrei Sergejewitsch Kontschalowski                | Nicht Nominiert |
| Schweden               | Lilja 4-ever                                | Schwedisch, Russisch, Englisch, Polnisch             | Lilja 4-ever                                                      | Lukas Moodysson                                    | Nicht Nominiert |
| Schweiz                | Liebe deinen Vater                          | Französisch                                          | Aime ton père                                                     | Jacob Berger                                       | Nicht Nominiert |
| Slowakei               | Cruel Joys                                  | Slowakisch, Tschechisch                              | Kruté radosti                                                     | Juraj Nvota                                        | Nicht Nominiert |
| Slowenien              | Headnoise                                   | Slowenisch                                           | Zvenenje v glavi                                                  | Andrej Košak                                       | Nicht Nominiert |
| Spanien                | Montags in der Sonne                        | Spanisch, Französisch, Italienisch                   | Los lunes al sol                                                  | Fernando León de Aranoa                            | Nicht Nominiert |
| Südkorea               | Oasis                                       | Koreanisch                                           | 오아시스                                                          | Lee Chang-dong                                     | Nicht Nominiert |
| Taiwan                 | The Best of Times                           | Mandarin, Hakka, Taiwanesisch                        | 美麗時光; / Měilì Shíguāng                                        | Chang Tso-chi                                      | Nicht Nominiert |
| Thailand               | Monrak – Magische Liebe                     | Thai                                                 | มนต์รักทรานซิสเตอร์ – Monrak Transistor                               | Pen-Ek Ratanaruang                                 | Nicht Nominiert |
| Tschad                 | Abouna – Der Vater                          | Tschadisch-Arabisch, Französisch                     | Abouna                                                            | Mahamat-Saleh Haroun                               | Nicht Nominiert |
| Tschechien             | Wilde Bienen                                | Tschechisch                                          | Divoké včely                                                      | Bohdan Sláma                                       | Nicht Nominiert |
| Tunesien               | La boîte magique                            | Französisch, Arabisch                                | La boîte magique                                                  | Ridha Behi                                         | Nicht Nominiert |
| Türkei                 | 9                                           | Türkisch                                             | 9                                                                 | Ümit Ünal                                          | Nicht Nominiert |
| Ungarn                 | Hukkle – Das Dorf                           | Ungarisch                                            | Hukkle                                                            | György Pálfi                                       | Nicht Nominiert |
| Uruguay                | El ultimo tren – Der letzte Zug             | Spanisch                                             | El último tren                                                    | Diego Arsuaga                                      | Nicht Nominiert |
| Venezuela              | Die Feder des Erzengels                     | Spanisch                                             | La pluma del arcángel                                             | Luis Manzo                                         | Nicht Nominiert |